# Két bébiszitter kalandjai
A Két bébiszitter kalandjai  (eredeti cím: Adventures in Babysitting) 2016-ban bemutatott egész estés amerikai televíziós filmvígjáték, amelyet John Schultz rendezett. A főbb szerepekben Sabrina Carpenter, Sofia Carson, Nikki Hahn, Mallory James Mahoney és Max Gecowets látható. A film az 1987-ben bemutatott Egy bébiszitter kalandjai című film remake-je.
A filmet, amely nevezetesen a Disney Channel századik eredeti filmje, 2016. június 24-én mutatta be az amerikai és a kanadai Disney Channel. Magyarországon 2016. szeptember 10-én mutatta be a Disney Channel.

## Ismertető
Jenny (Sabrina Carpenter) és Lola (Sofia Carson) két teljesen ellentétes személyiségű középiskolás végzős lány, akiknek szenvedélyük a fotózás. Jennynek kell egy bébiszitter, mert ő nem tudja vállalni, és miután véletlen összecserélik a telefonjukat Lolával, Lola megragadja az alkalmat, hogy bébiszitter legyen, miután büntetőcédulát kap.

## Szereplők
| Szereplő           | Színész               | Magyar hang         |
| ------------------ | --------------------- | ------------------- |
| Jenny Parker       | Sabrina Carpenter     | Csifó Dorina        |
| Lola Perez         | Sofia Carson          | Czető Zsanett       |
| Emily Cooper       | Nikki Hahn            | Boldog Emese        |
| Katy Cooper        | Mallory James Mahoney | Szűcs Anna Viola    |
| Trey Anderson      | Max Gecowets          | Nagy Gereben        |
| Bobby Anderson     | Jet Jurgensmeyer      | Pál Dániel Máté     |
| AJ Anderson        | Madison Horcher       | Gyarmati Laura      |
| Zac Chase          | Kevin Quinn           | Czető Roland        |
| Helen Anderson     | Gillian Vigman        | Orosz Anna          |
| Donna Cooper       | Gabrielle Miller      | Urbán Andrea        |
| Csöpi              | Michael Northey       | Péter Richárd       |
| Skalpoló           | Ken Lawson            | Vári Attila         |
| James biztos       | Max Lloyd-Jones       | Markovics Tamás     |
| Barry Cooper       | Kevin O'Grady         | Holl Nándor         |
| Hal Anderson       | Hugo Ateo             | Bognár Tamás        |
| Leon Vasquez       | Emiliano P. Diez      | Imre István         |
| Douglas            | Amitai Marmorstein    | Sánta László        |
| Trixie             | Kathryn Kirkpatrick   | Grúber Zita         |
| Fitz biztos        | Sean Tyson            | Petridisz Hrisztosz |
| Jailer Swift-Siren | Kelsey Dodds          | Szabó Zselyke       |
| DJ Chill           | Kwasi Thomas          | Posta Victor        |
| Carl               | Pearce Visser         | Fehér Péter         |
| Tino               | Oliver Mahoro Smith   | Császár András      |
| Trent              | Joshua Morettin       | Ács Balázs          |
| Samantha           | Ali Skovbye           | Győrfi Laura        |
| Rosario            | Sierra Sidwell        | Pekár Adrienn       |
| Imani              | Pendo Muema           | Laudon Andrea       |

## Gyártás

### Forgatás
A forgatás 2015. március 2-án kezdődött Vancouverben, és 2015. április 18-án fejeződött be. Az első ízelítőt 2015. október 9-én adták ki, A láthatatlan tesó premierje alatt. Az első hivatalos előzetest 2016. február 12-én mutatták be egy Riley a nagyvilágban-epizód alatt.

### Forgatókönyv
Tiffany Paulsen írta a film forgatókönyvét. Azt feltételezték, hogy a remake-et elvetették az évekig tartó tétlenség miatt. Azonban 2015. január 9-én a Disney bejelentette, hogy a remake folytatódik.

### Szereplőválogatás
Raven-Symoné eredetileg szerepelt volna a filmben, de egyéb projektek miatt úgy döntött, hogy visszavonul. Arról is volt szó, hogy Miley Cyrus szerepelni fog a filmben, de ezt később tagadta.
Sabrina Carpentert és Sofia Carsont 2015. január 9-én válogatták be. Kevin Quinn, Nikki Hahn, Mallory James Mahoney, Madison Horcher, Jet Jurgensmeyer, Max Gecowets és Max Lloyd-Jones 2015. augusztus 31-én lettek beválogatva. Ugyanezen a napon jelentették be Gillian Vigman, Alissa Skovbye, Arielle Tuliao, Kevin O'Grady, Lisa MacFadden, Ken Lawson, Jasmine Chan, Kathryn Kirkpatrick, Teana-Marie Smith, Michael Roberds, Simon Chin, J.C. Williams, Hugo Ateo, Raf Rogers, Morgan Tanner (táncos), Curtis Albright, Oliver M. Smith, Kwasi Thomas, Joshua Morettin, Matthew Hoglie és John Specogna szerepét.

## Sugárzás
A Két bébiszitter kalandjai bemutatója 2016. június 24-én volt Amerikában és Kanadában, amelyet az új sorozat, Bizaardvark premierje követett.
Mivel ez a századik eredeti Disney Channel-film, a Disney Channel azzal jelölte ezt a mérföldkövet, hogy bejelentette, hogy a premier előtt az összes eddigi eredeti filmet leadja. Ez egy négynapos maratonnal kezdődött, amely során leadták az 51 legnépszerűbb eredeti filmet az emlékezet napi hosszú hétvége alatt. Ezt a további, maratónból kimaradt filmek sugárzása követte május hátralévő részében és júniusban.

## Magyar változat
A szinkront a Disney Channel megbízásából az SDI Media Hungary készítette.
Magyar szöveg: Vajda Evelin
Dalszöveg: Szente Vajk
Szinkronrendező: Dobay Brigitta
Felolvasó: Endrédi Máté

## Fordítás
- Ez a szócikk részben vagy egészben  az   Adventures in Babysitting (2016 film) című angol Wikipédia-szócikk ezen változatának fordításán alapul.  Az eredeti cikk szerkesztőit annak laptörténete sorolja fel. Ez a jelzés csupán a megfogalmazás eredetét és a szerzői jogokat jelzi, nem szolgál a cikkben szereplő információk forrásmegjelöléseként.